# Franz Grollmann
Franz Grollmann (* 17. Juli 1911 in Hamburg; † 25. Dezember 1999 in Hamburg) war ein deutscher Orgelbauer in Hamburg.

## Leben und Werk
Franz Grollmann wurde in Hamburg geboren und erlernte in seiner Heimatstadt den Orgelbau. Am 10. Januar 1940 legte er die Meisterprüfung ab. Nach Rückkehr aus der Kriegsgefangenschaft in Sibirien arbeitete er bei Paul Rother. Von etwa 1951 bis 1958 war er Intonateur bei Rudolf von Beckerath in Hamburg. Im Jahr 1958 eröffnete er in Hamburg eine eigene Werkstatt, die er bis 1977 leitete. Hier wurden nur Schleifladen-Orgeln mit mechanischer oder elektrischer Traktur gebaut.  Grollmann war verheiratet und hatte zwei Kinder.
Im Jahr 1960 trat Heinz Hoffmann als Mitarbeiter in das Unternehmen ein, das er 1977 unter dem neuen Namen „Heinz Hoffmann Orgelbau“ fortführte. Hoffmann hatte bei von Beckerath den Orgelbau erlernt und dort gearbeitet. Bis 1990 entstanden etwa 40 Orgelneubauten und wurden ebenso viele Restaurierungen und Umbauten durchgeführt.
Der Orgelbaumeister Martin Harms übernahm 2001 die Firma und verlegte sie nach Stelle (Landkreis Harburg).

## Werkliste (Auswahl)
In der fünften Spalte bezeichnet die römische Zahl die Anzahl der Manuale, ein großes „P“ ein selbstständiges Pedal, ein kleines „p“ ein angehängtes Pedal und die arabische Zahl in der vorletzten Spalte die Anzahl der klingenden Register.
| Jahr | Ort               | Gebäude                     | Bild | Manuale | Register | Bemerkungen |
| ---- | ----------------- | --------------------------- | ---- | ------- | -------- | --- |
| 1957 | Neustadt          | Hauptkirche Sankt Michaelis |      | I/p     | 4        | Neubau der Chororgel; 2009 ersetzt                                                                              |
| 1958 | Niendorf          | St. Ansgar                  |      | II/P    | 22       | Neubau |
| 1959 | Bergedorf         | St. Michael                 |      | II/P    | 14       | Neubau |
| 1959 | Barmbek           | St. Gabriel                 |      | II/P    | 16       | Neubau |
| 1960 | Hamburg           | St. Michaelis               |      | I/aP    | 4        | Chororgel im Altarraum; 2009 „aus liturgischen Gründen aufgegeben“                                              |
| 1960 | Horn              | Philippus-Kirche            |      | II/P    | 21       | Neubau |
| 1960 | Probsteierhagen   | St. Katharinen              |      | II/P    | 21       | Restaurierung der Orgel von 1670                                                                                |
| 1961 | Bergstedt         | Bergstedter Kirche          |      | I       | 8        | Restaurierung der Orgel von Arp Schnitger (1686) → Orgeln der Bergstedter Kirche                                |
| 1961 | Plön              | Osterkirche                 |      | II/P    | 10       | → Orgel |
| 1964 | Ohlsdorf          | Nikodemuskirche             |      | II/P    | 22       | Neubau |
| 1967 | Winterhude        | Epiphanien-Kirche           |      | II/P    | 25       | Neubau |
| 1967 | Hamburg           | Finnische Seemannskirche    |      | I/P     | 6        | Neubau |
| 1967 | Hamburg           | Gymnasium Eppendorf         |      | II/P    | 11       | Umbau der Röver-Orgel von 1911 auf elektrische Traktur (Einbau fahrbarer Spieltisch)                            |
| 1968 | Winterhude        | Bodelschwing-Kirche         |      | II/P    | 17       | Neubau |
| 1971 | Tonndorf          | St. Agnes                   |      | II/P    | 17       | Neubau |
| 1972 | Sankt Margarethen | St. Margarethen             |      | II/P    | 18       | Restaurierung der Orgel von Johann Daniel Busch (1787)                                                          |
| 1972 | Schwarzenbek      | St. Franziskus              |      | II/P    | 23       | Restaurierung der Orgel von Ernst Brandt (1956)                                                                 |
| 1974 | Wandsbek          | St. Joseph                  |      | II/P    | 30       | Neubau; 2006 durch Hoffmann Orgelbau erweitert → Orgel                                                          |
| 1974 | Glinde            | Zu den heiligen Engeln      |      | II/P    | 10       | Neubau |
| 1976 | Winterhude        | St. Antonius                |      | II/P    | 16       | Neubau |
| 1976 | Itzehoe           | St. Laurentii               |      | IV/P    | 58       | Erweiterungsumbau hinter Prospekt von Arp Schnitger (1715–1719) → Orgel der Stadtkirche St. Laurentii (Itzehoe) |
| 1980 | Lübeck            | Heilig-Geist-Kirche         |      | II/P    | 14       | Neubau, für drei weitere Stimmen wurde Platz freigelassen                                                       |